# مداد (فیلم)
«مداد» (انگلیسی: Pencil (film)) یک فیلم است.